# Anywhere
«Anywhere» es una canción de la cantante británica Rita Ora. La canción fue lanzada el 20 de octubre de 2017, como segundo sencillo de su segundo álbum de estudio, Phoenix (2018). El sencillo alcanzó el número 2 en Reino Unido.

## Formatos y remezclas
Descarga digital
1. "Anywhere" – 3:35

Descarga digital – remixes
1. "Anywhere" (R3hab Remix) – 2:54
2. "Anywhere" (Willy William Remix) – 3:33

## Posicionamiento en listas
| País            | Lista (2017–18)            | Mejor posición |
| --------------- | -------------------------- | -------------- |
| Alemania        | Media Control Charts       | 18             |
| Australia       | ARIA                       | 14             |
| Austria         | Ö3 Austria Top 40          | 18             |
| Bélgica         | Ultratop Flandes           | 17             |
| Bélgica         | Ultratop Valonia           | 13             |
| Colombia        | National Report            | 31             |
| Croacia         | HRT                        | 3              |
| Dinamarca       | Tracklisten                | 25             |
| Escocia         | Official Charts Company    | 1              |
| Eslovaquia      | Singles Digitál Top 100    | 28             |
| Eslovenia       | SloTop50                   | 6              |
| España          | PROMUSICAE                 | 64             |
| Finlandia       | Suomen virallinen lista    | 39             |
| Francia         | SNEP                       | 43             |
| Hungría         | Single Top 40              | 3              |
| Hungría         | Stream Top 40              | 18             |
| Irlanda         | IRMA                       | 4              |
| Israel          | Media Forest               | 2              |
| México          | Monitor Latino             | 7              |
| México          | México Airplay (Billboard) | 3              |
| Nueva Zelanda   | RMNZ                       | 23             |
| Países Bajos    | Dutch Top 40               | 7              |
| Países Bajos    | Mega Top 50                | 4              |
| Países Bajos    | Single Top 100             | 20             |
| Polonia         | ZPAV                       | 1              |
| Portugal        | AFP                        | 54             |
| Reino Unido     | UK Singles Chart           | 2              |
| República Checa | Singles Digitál Top 100    | 31             |
| Rusia           | Tophit                     | 11             |
| Suecia          | Sverigetopplistan          | 47             |
| Suiza           | Schweizer Hitparade        | 7              |

## Certificaciones
| País y organismo certificador | Certificación | Ventas  |
| ----------------------------- | ------------- | ------- |
| Alemania (BVMI)               | Oro           | 200 000 |
| Austria (IFPI)                | Oro           | 15 000  |
| Australia (ARIA)              | 3x Platino    | 210 000 |
| Bélgica (BEA)                 | Oro           | 15 000  |
| Canadá (Music Canada)         | Oro           | 40 000  |
| España (PROMUSICAE)           | Oro           | 20 000  |
| Italia (FIMI)                 | Gold          | 25 000  |
| Nueva Zelanda (RIANZ)         | Oro           | 15 000  |
| Países Bajos (NVPI)           | Platino       | 80 000  |
| Reino Unido (IFPI)            | Platino       | 600 000 |
| Suiza (IFPI)                  | Platino       | 30 000  |